# Liste der Kreisstraßen im Landkreis Ostprignitz-Ruppin
Die Liste der Kreisstraßen im Landkreis Ostprignitz-Ruppin ist eine Auflistung der Kreisstraßen im brandenburgischen Landkreis Ostprignitz-Ruppin.

## Abkürzungen
- K: Kreisstraße
- L: Landesstraße

## Liste
Die Kreisstraßen behalten die ihnen zugewiesene Nummer nicht bei einem Wechsel in einen anderen Landkreis oder in eine kreisfreie Stadt. Nicht vorhandene bzw. nicht nachgewiesene Kreisstraßen werden in Kursivdruck gekennzeichnet, ebenso Straßen und Straßenabschnitte, die unabhängig vom Grund (Herabstufung zu einer Gemeindestraße oder Höherstufung) keine Kreisstraßen mehr sind. 
Der Straßenverlauf wird in der Regel von Nord nach Süd und von West nach Ost angegeben.
| Nr.    | Verlauf |
| ------ | --- |
| K 6801 | L 16 in Fehrbellin – Lentzke – Brunne – Betzin – Karwesee – L 172 in Dechtow                                                                                      |
| K 6802 | – L 19 in Schönberg (Mark) |
| K 6803 | L 19 in Lindow (Mark) – Seebeck – Vielitz – in Herzberg (Mark) |
| K 6804 | L 223 in Hindenberg – Banzendorf – L 19 |
| K 6805 | – Lüchfeld – Küdow – L 165 in Manker |
| K 6806 | L 142 in Wusterhausen/Dosse – Gartow – Dessow – Lögow – Kantow – K 6807 – Gottberg –                                                                              |
| K 6807 | K 6806 – Paalzow – Walsleben bei Neuruppin – K 6808 – Darritz – K 6809 – Kränzlin – in Neuruppin                                                                  |
| K 6808 | K 6807 in Walsleben bei Neuruppin – Werder – in Dabergotz |
| K 6809 | L 18 – Wahlendorf – K 6807 in Darritz |
| K 6810 | Zermützel – Krangen – in Alt Ruppin |
| K 6811 | L 18 in Rägelin – Frankendorf – L 16 |
| K 6812 | L 16 – Rheinsberg Glienicke – Zühlen – K 6813 – L 15 |
| K 6813 | K 6812 in Zühlen – Braunsberg – Schwanow – Zechow – |
| K 6814 | L 15 in Flecken Zechlin – K 6827 – Luhme – Reiherholz – in Zechlinerhütte                                                                                         |
| K 6815 | L 141 in Dreetz – Giesenhorst – Kreisgrenze – (K 6325 im Landkreis Havelland)                                                                                     |
| K 6816 | in Wusterhausen/Dosse – Plänitz – L 141 |
| K 6817 | L 14 – Koppenbrück – L 141 |
| K 6818 | (K 1023 im Landkreis Stendal, Sachsen-Anhalt) – Landesgrenze – Voigtsbrügge – L 14 in Lohm                                                                        |
| K 6819 | (K 7001 im Landkreis Prignitz) – Kreisgrenze – Kötzlin – L 141 in Breddin                                                                                         |
| K 6820 | (K 7002 im Landkreis Prignitz) – Kreisgrenze – Berlitt – Rehfeld – in Kyritz                                                                                      |
| K 6821 | L 14 – Dossow – K 6822 in Gadow |
| K 6822 | L 15 in Wittstock/Dosse – Zootzen – K 6822 in Gadow |
| K 6823 | L 14 in Wittstock/Dosse – Klein Haßlow – Randow – Berlinchen – Sewekow – Landesgrenze – (MSE 17 im Landkreis Mecklenburgische Seenplatte, Mecklenburg-Vorpommern) |
| K 6824 | L 14 – Wernikow – K 6825 – Volkwig – Blesendorf – Maulbeerwalde – in Heiligengrabe                                                                                |
| K 6825 | K 6824 – Zaatzke – Glinicke – Jabel – L 15 in Wittstock/Dosse |
| K 6826 | L 154 – Niemerlang – Tetschendorf – L 14 in Wulfersdorf |
| K 6827 | (Mecklenburg-Vorpommern) – Landesgrenze – Zempow – K 6814 in Flecken Zechlin                                                                                      |
| K 6828 | L 167 in Wuthenow – Gnewikow – Seehof – Karwe – L 164 |
| K 6829 | (K 6512 im Landkreis Oberhavel) – Kreisgrenze – ohne Abzweig einer klassifizierten Straße – Kreisgrenze – (K 6512 im Landkreis Oberhavel)                         |